# Rhagium syriacum
Rhagium syriacum là một loài bọ cánh cứng trong họ Cerambycidae.